# دليلة (أغنية)
دليلة أو دليله (بالإنجليزية: Delilah)‏ هي أغنية سجلها المغني الإنجليزي من ويلز وتوم جونز في ديسمبر 1967. كتب الكلمات «باري ماسون»، وكتب الموسيقى «ليس ريد» الذي ساهم أيضًا في عنوان الأغنية وموضوعها. حصل ريد وماسون على جائزة إيفور نوفيلو (بالإنجليزية: Ivor Novello award لعام 1968)‏.
إحتلت أغنية توم جونز المركز الأول في قوائم أفضل الأغاني في العديد من البلدان (بلجيكا وفنلندا وفرنسا ايرلندا وهولندا واسبانيا وألمانيا وسويسرا وجنوب أفريقيا)، ووصلت إلى المركز الثاني في القوائم البريطانية في مارس 1968 وكانت سادس أفضل أغنية مبيعًا في ذلك العام، وفي القوائم الأمريكية صعدت إلى المركز 15.
عندما قام جونز بغناء الأغنية في برنامج «اد سوليفان شو»، أصر المراقبون على تغيير السطر «في صبيحة يوم عندما غادر هذا الرجل، كنت أنتظر إليه وأنا كنت مازلت واقفًا عبر الطريق»، حيث النسخة الأصلية توحي أن الغريم قضى الليلة مع دليلة،  ووصف جونز التغيير فيما بعد بأنه «هراء».

## نقد
في دعوى قضائية إمتدت لسنتين في محكمة العدل العليا 1983، إدعت زوجة كاتب كلمات الأغنية باري ميسون السابقة سيلفان ويتينجهام أنها كتبت نصف كلمات «دليلة» والعديد من الأغاني الأخرى. تمت تسوية القضية خارج المحكمة في 4 يونيو 1985.  بالرغم من أن سليفيان لم يتم إدراجها مطلقًا بإعتبارها كاتبة مشاركة للأغنية من قبل الناشرين، إلا أنها يحق لها قانونًا المطالبة بحقوقها، ولم يعترض ريد وماسون على هذا مطلقًا.

## كلمات الأغنية
| كلمات (بالعربية)                                    | كلمات (بالإنجليزية)                                       |
| رأيت الضوء في الليلة التي مررت بنافذتها             | I saw the light on the night that I passed by her window  |
| رأيت ظلال الحب الخافت على ستائرها.                  | I saw the flickering shadows of love on her blind         |
| كانت إمرأتي                                         | She was my woman                                          |
| عندما خدعتني، رأيت، وفقدت عقلي                      | As she deceived me I watched and went out of my mind      |
| يا دليلة يا دليلتي                                  | My, my, my, Delilah                                       |
| لماذا، لماذا، لماذا، دليلة                          | Why, why, why, Delilah                                    |
| كنت أرى أن تلك الفتاة لم تكن جيدة لي                | I could see, that girl was no good for me                 |
| لكنني كنت ضائع، مثل العبد الذي لا يستطيع أحد تحريره | But I was lost like a slave that no man could free        |
| في صبيحة يوم عندما غادر هذا الرجل، كنت أنتظر        | At break of day when that man drove away, I was waiting   |
| عبرت الطريق إلى منزلها وفتحت الباب                  | I crossed the street to her house and she opened the door |
| وقفت هناك تضحك                                      | She stood there laughing                                  |
| شعرت بالسكين في يدي ولم تعد تضحك                    | I felt the knife in my hand and she laughed no more       |
| يا دليلة يا دليلتي                                  | My, my, my, Delilah                                       |
| لماذا، لماذا، لماذا، دليلة                          | Why, why, why, Delilah                                    |
| لذا قبل أن يأتوا لكسر الباب                         | So before they come to break down the door                |
| سامحيني دليلة، لم أستطع تحمل المزيد                 | Forgive me Delilah, I just couldn't take anymore          |
| وقفت هناك تضحك                                      | She stood there laughing                                  |
| شعرت بالسكين في يدي ولم تعد تضحك                    | I felt the knife in my hand and she laughed no more       |
| يا دليلة يا دليلتي                                  | My, my, my, Delilah                                       |
| لماذا، لماذا، لماذا، دليلة                          | Why, why, why, Delilah                                    |
| لذا قبل أن يأتوا لكسر الباب                         | So before they come to break down the door                |
| سامحني دليلة لم أستطع تحمل المزيد                   | Forgive me Delilah I just couldn't take anymore           |
| سامحني دليلة لم أستطع تحمل المزيد                   | Forgive me Delilah I just couldn't take anymore           |
| المراجع                                             |                                                           |

## وصلات خارجية
https://www.youtube.com/watch?v=CJ2lYHxYV-Y دليلة (أغنية)
https://www.songfacts.com/facts/tom-jones/delilah دليلة (أغنية)